# 新田大作
新田 大作（にった だいさく、1924年4月17日 - 1986年8月17日）は、漢文学者。
東京生まれ。1948年東京帝国大学文学部中国哲学科卒業。実践女子大学文学部助教授、教授。

## 著書
- 『漢詩の作り方 近代日本漢詩論への序説』明治書院 作法叢書 1970、新版1975・2003ほか
  - 『漢詩をつくろう』小嶋明紀子 編、明治書院 2013。年少向け
- 『大戴礼』明徳出版社 中国古典新書 1972
- 『うるわしの日出づる国 中朝事実物語』木下翔逅絵、同・刊行会 1988
- 『梅處遺稿』新田治子編、私家版 1988

### 共編・訳
- 司馬光『中国古典文学大系 14 資治通鑑選』[4]頼惟勤・石川忠久 共編訳、平凡社 1970、復刊1994
- 『全釈漢文大系 18・19 墨子』渡辺卓[5]共訳 集英社 1974-1977
- 『高等学校国語科教育研究講座 第11巻 漢文』増淵恒吉と責任編集 有精堂出版 1974
- 『吟詠教本 年少篇』監修 日本詩吟学院岳風会編 笠間書院 1976、のち新版
- 『吟詠教本 漢詩篇』監修 日本詩吟学院岳風会編 笠間書院 1981、のち新版
- 山鹿素行『中朝事實』編著 同刊行会 1985。御在位六十年奉祝、乃木神社で出版

### その他
- 『中国思想研究論集 欧米思想よりの照射』雄山閣出版 1986
- 『新田大作先生追悼録』同・刊行委員会編 1991
- 『チャレンジ漢和辞典』福井文雅共編 福武書店 1991

## 論文
- Cinii

## 注
1. ↑  『「現代物故者事典」総索引 : 昭和元年～平成23年 2 (学術・文芸・芸術篇)』日外アソシエーツ株式会社、2012年、830頁。
2. ↑  『人物物故大年表』
3. ↑  『漢詩をつくろう』著者紹介
4. ↑  原著は膨大で、現代語訳のみでの編訳著
5. ↑  詳細な注釈と解説。完成前に渡辺が没（1971年）し引き継いだ